# Dem-tó
A Dem-tó kis területű tó Burkina Faso északi részén, Kaya város közelében, a Száhel-övezettől délre, a Bam-tótól mintegy 40 kilométerre délkeletre. 5 km hosszan és 2 km szélességben terül el, 304 méterre a tengerszint felett. A tóból elfolyó víz a Fehér Voltát táplálja.

## Fordítás
- Ez a szócikk részben vagy egészben  a   Lake Dem című angol Wikipédia-szócikk fordításán alapul.  Az eredeti cikk szerkesztőit annak laptörténete sorolja fel. Ez a jelzés csupán a megfogalmazás eredetét és a szerzői jogokat jelzi, nem szolgál a cikkben szereplő információk forrásmegjelöléseként.
- Ez a szócikk részben vagy egészben  a   Demsee című német Wikipédia-szócikk fordításán alapul.  Az eredeti cikk szerkesztőit annak laptörténete sorolja fel. Ez a jelzés csupán a megfogalmazás eredetét és a szerzői jogokat jelzi, nem szolgál a cikkben szereplő információk forrásmegjelöléseként.